# Bombdådet i La Penca
Bombdådet i La Penca inträffade den 30 maj 1984 under en presskonferens med Edén Pastora i gerillalägret La Penca vid San Juan floden i Nicaragua, nära gränsen till Costa Rica. Sju personer dog i attentatet, inklusive tre journalister, och 21 personer skadades, inklusive Edén Pastora. Attentatet utfördes av argentinaren Vital Roberto Gaguine. Under täckmantel av att vara en dansk vid namn Per Anker Hansen hade han rest dit som fotograf för den svenske journalisten Peter Torbiörnsson som också arbetade som spion för Sandinistregeringen. La Penca är ett av endast två fall då en terroristattack utförts under en presskonferens; det andra tillfället var när al-Qaida-agenter mördade Ahmad Shah Massoud i Afghanistan 2001.

## Offren
Totalt resulterade bombattentatet i sju döda och 21 sårade. De tre journalisterna som dog var Jorge Quirós, en kameraman för TV kanal 6 i Costa Rica, hans assistent Evelio Sequeira, samt den amerikanska reportern Linda Frazier, som arbetade för den engelskspråkiga tidningen The Tico Times i Costa Rica. Edén Pastora drabbades av benskador och fick tillbringa några veckor på sjukhus i Venezuela. Bland övriga skadade fanns journalisterna Nelson Murillo, Roberto Cruz, och José Rodolfo Ibarra från Costa Rica, TV-bolaget ABCs kameraman Tony Avirgan från Förenta Staterna och journalisten Susan Morgan från Storbritannien.

## Efterdyningar
Bombdådet var en chock för journalistkåren då det utfördes av en person som utgav sig för att vara journalist. Den skadade journalisten Susie Morgan skrev boken In Search of the Assassin om händelsen.
Det dröjde till 1993 innan attentatsmannen kunde identifieras som den danske fotografen Vital Roberto Gaguine och han hade då varit död sedan fyra år. Attentatsmannens uppdragsgivare var dock fortfarande okända. Drygt 25 år efter attentatet producerade Peter Torbiörnsson en dokumentärfilm där han berättade att det var kubanen Renán Montero, som då var Nicaraguas underrättelsechef, som hade bett honom att ta med sig den danske fotografen på sin resa för att träffa Edén Pastora. Edén Pastora har som skyldiga för dådet angett den Sandinistiska ledningen, spionchefen Renán Montero och Peter Torbiörnsson.
Till minne av de tre mördade journalisterna har Costa Ricas president Óscar Arias utsett den 30 maj till journalisternas dag. På 30-årsdagen av attentatet gav Costa Rica ut ett frimärke för att hedra offren av attacken.